# Zenobia

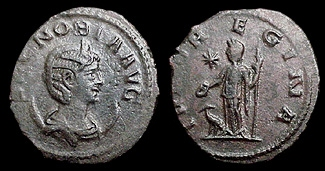
Đồng xu Antoninianus của Zenobia hiển thị danh hiệu của bà, Augusta và cho thấy bức tượng bán thân đội vương miện và được che phủ bởi quần áo của mình trên một lưỡi liềm với đảo ngược cho thấy hình tượng đứng yên của Ivno Regina, đang cầm mộtpatera in trong bàn tay phải, một vương trượng bên tay trái của cô, một con công dưới chân bà, và một ngôi sao rực rỡ ở bên phải

Zenobia (240 – 275 Hy Lạp: Ζηνοβία Aramaic: בת זבי Bat-Zabbai Ả Rập: الزباء al-Zabbā’) là Nữ hoàng của Đế quốc Palmyra ở Syria thuộc La Mã, bà là người đã lãnh đạo một cuộc nổi dậy trứ danh chống lại Đế quốc La Mã vào thế kỷ 3. Là vợ thứ hai của vua Septimius Odaenathus, Zenobia trở thành nữ hoàng của đế chế Palmyra sau khi Odaenathus mất vào năm 267. Đến năm 269, Zenobia đã mở rộng đế chế, chinh phục Ai Cập và trục xuất viên thái thú La Mã Tenagino Probus, dù ông ta về sau có nỗ lực tái chiếm lại những vùng lãnh thổ bị mất nhưng thất bại và bị xử trảm. Zenobia cai trị Ai Cập cho đến năm 274 thì bị Hoàng đế Aurelianus đánh bại và bắt làm con tin đưa đến Roma sống nốt quãng đời còn lại cho đến khi qua đời.

## Gia thế xuất thân

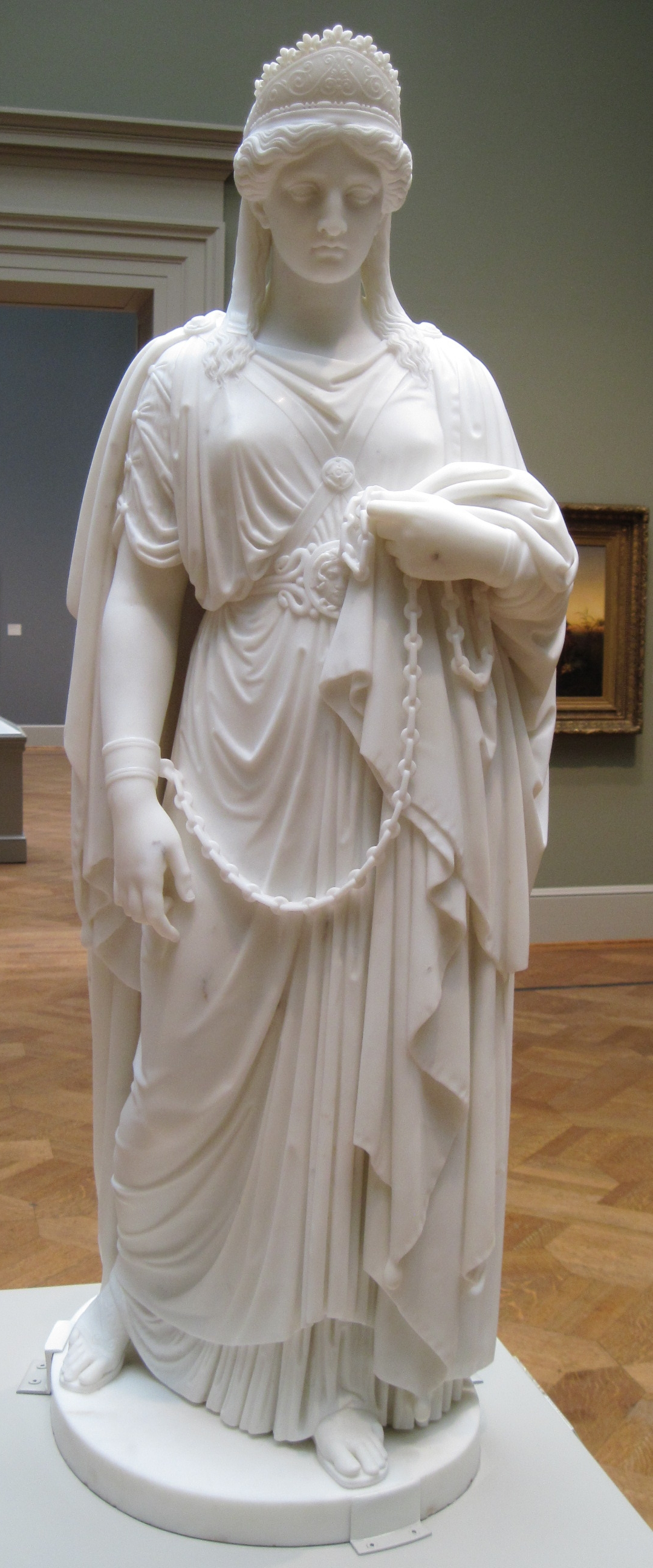
Tượng Zenobia bị xiềng xích của Harriet Hosmer.

Zenobia được sinh ra và lớn lên ở Palmyra thuộc Syria. Các nhà văn Latinh và Hy Lạp đều gọi bà là Zenobia. Cái tên La Mã của bà Julia Aurelia Zenobia và trong tiếng Hy Lạp, bà được biết đến với tên gọi Zēnobía (ἡ Ζηνοβία) hoặc Septimia Zenobia, cái tên lót Septimia được thêm vào sau khi kết hôn với Odaenathus Septimius. Tên tiếng Aramaic của bà là Bat-Zabbai (בת זבי), và cũng được dùng để ký tên của mình. Với các nhà văn Ả Rập bà được biết đến với tên gọi al-Zabbā’ (الزباء).
Zenobia xuất thân từ một gia đình gốc Ả Rập. Chính bà cũng tuyên bố mình thuộc về dòng dõi Seleukos của Cleopatra và Ptolemaios. Athanasius thành Alexandria ghi lại rằng bà là "một môn đồ Do Thái của Paul thành Samosata", điều này giải thích mối quan hệ căng thẳng giữa bà với các giáo sĩ Do Thái. Các tài liệu sau này của Ả Rập cũng tỏ ra hoài nghi về dấu hiệu gốc gác Ả Rập của bà. Al-Tabari lấy ví dụ viết rằng bà thuộc về bộ lạc Amlaqi giống như người chồng tương lai của mình, có lẽ cũng là một trong bốn bộ tộc khởi thủy của Palmyra. Cũng theo ông thì cha của Zenobia, Amr ibn al-Ẓarib là tộc trưởng của Amlaqi. Sau khi ông bị những thành viên của liên minh bộ lạc đối địch Tanukh giết chết, Zenobia trở thành người đứng đầu Amlaqis rồi dẫn dắt các thành viên đang sống kiểu du canh du cư đến những đồng cỏ mùa hè và mùa đông.
Họ tên La Mã của cha bà là Julius Aurelius Zenobius, với tên lót Aurelius cho thấy tổ tiên của cha ông đã được nhận quyền công dân La Mã dưới thời các Hoàng đế La Mã Antoninus Pius (trị vì 138–161), Marcus Aurelius (trị vì 161–180) và Commodus (trị vì 180–192). Zenobius sau đó trở thành Thống đốc xứ Palmyra vào năm 229. Cái tên Hy Lạp của cha bà là Antiochus, theo các trích đoạn trong kinh thánh được tìm thấy ở Palmyra. Tuy nhiên, theo cuốn Historia Augusta (Aurel. 31.2), tên của ông là Achilleus và kẻ cướp ngôi của ông được đặt tên là Antiochus (Zos. 1.60.2). Có thể truy ngược đến sáu thế hệ về trước, tổ tiên bên nội của cha bà bao gồm Sampsiceramus, một tù trưởng người Syria, vốn là người đã sáng lập nên Hoàng tộc Emesa (nay thuộc Homs, Syria) và Gaius Julius Bassianus, một linh mục cấp cao từ Emesa và là cha của Hoàng hậu La Mã Julia Domna.
Zenobia tự xưng là hậu duệ của Dido, Nữ hoàng Carthage; Sampsiceramus, Vua xứ Emesa; và Nữ hoàng nhà Ptolemaios gốc Hy Lạp Cleopatra VII của Ai Cập. Mặc dù không có bằng chứng cụ thể về điều này, bà lại có hiểu biết về ngôn ngữ Ai Cập cổ đại, cho thấy một khuynh hướng thiên về văn hóa Ai Cập và có thể là một phần Ai Cập qua mẹ mình. Còn theo Historia Augusta, có lần bà đã gửi một tuyên bố trịnh trọng đến các công dân thành Alexandria, Ai Cập vào năm 269, mô tả thành phố như là "thành phố của tổ tiên ta". Tuyên bố này chỉ phù hợp với Vaballathus, con trai của Zenobia. Nhà sử học Callinicus đã dâng bộ sử Alexandria gồm mười tập cho "Cleopatra" mà có thể là Zenobia.
Zenobia được cho là hậu duệ của Sampsiceramus, Dido và Cleopatra VII đến Drusilla xứ Mauretania. Drusilla là con gái của vua Ptolemaios xứ Mauretania và hoàng hậu Julia Urania xứ Mauretania. Mẹ của Drusilla có lẽ xuất thân trong Hoàng gia Emesa và được gả cho Hoàng tộc Mauretania. Bà nội của Drusilla, Nữ hoàng xứ Mauretania Cleopatra Selene II, là con gái của Nữ hoàng Cleopatra VII nhà Ptolemaios gốc Hy Lạp của Ai Cập và một trong tam hùng La Mã Mark Antony. Ông nội của Drusilla, Vua châu Phi Juba II xứ Mauretania, tự xưng là hậu duệ của em gái viên Tướng Carthage, Hannibal (Lucan. Pharsalia 8.287). Thành viên trong gia đình của Hannibal, Barcid còn tự xưng là hậu duệ của em trai Dido.
Các nguồn sử liệu tiếng Ả Rập và Cổ điển đều mô tả Zenobia có ngoại hình xinh đẹp tuyệt trần và tài trì thông minh với nước da ngăm đen, hàm răng trắng như ngọc trai và đôi mắt đen sáng ngời. Bà được xem là thậm chí còn đẹp hơn cả Cleopatra, dù khác biệt về danh tiếng cực kỳ trong trắng của mình. Các nguồn sử liệu còn mô tả Zenobia có thể lực chẳng hề thua kém nam nhi trai tráng, biệt tài cưỡi ngựa, săn bắn và tửu lượng khá tốt khi uống rượu lúc rãnh rỗi với các triều thần của mình. Có học thức và thông thạo tiếng Hy Lạp, tiếng Aramaic và Ai Cập cùng những hiểu biết sâu rộng về tiếng Latinh, thậm chí bà còn được cho là đã tổ chức các buổi họp mặt văn nghệ sĩ ở nhà mình để bàn luận văn chương và có nhiều mối quan hệ với các triết gia và thi sĩ, nổi tiếng nhất trong số này là Cassius Longinus.

## Nữ vương xứ Palmyra

Các thế lực ở Địa Trung Hải vào năm 271.
Đế quốc Palmyra dưới thời Zenobia được hiển thị màu vàng

Zenobia đã kết hôn với Septimius Odaenathus, Tiểu vương xứ Palmyra vào năm 258; bà là vợ thứ hai của ông. Zenobia còn có một con riêng là Hairan, con của Odaenathus với người vợ đầu tiên. Có một bảng khắc chữ, ‘ngài chấp chính quan lừng lẫy của chúng ta’ ở Palmyra, được Zenobia đề tặng cho Odaenathus. Khoảng năm 266, Zenobia và Odaenathus đã có với nhau một người con trai thứ hai là Lucius Julius Aurelius Septimius Vaballathus Athenodorus. Cái tên Vaballathus (tiếng Latin từ tiếng Aram והב אלת, Wahballat "Món quà của Nữ thần") được thừa hưởng từ tên của ông nội Odaenathus.
Năm 267, chồng và người con riêng của Zenobia đã bị ám sát. Người thừa kế ngôi vị Vaballathus chỉ mới có 5 tuổi, vì vậy mà bà phải nối ngôi chồng mình và thay con mình trị vì xứ Palmyra. Zenobia còn tự phong cho bản thân và con trai của mình các chức danh tôn kính là Augusta và Augustus. Kế đó bà mang quân chinh phục các vùng đất mới và mở rộng Đế chế Palmyra trong ký ức của người chồng quá cố và là di sản dành cho con mình. Mục tiêu ban đầu của Zenobia là bảo vệ bờ cõi phía Đông Đế quốc La Mã từ các cuộc tấn công của Đế quốc Sassanid đổi lấy sự bình an của Roma, thế nhưng những nỗ lực của bà đã góp phần tăng lên đáng kể uy quyền cho ngai vàng của mình.

### Mở rộng bờ cõi

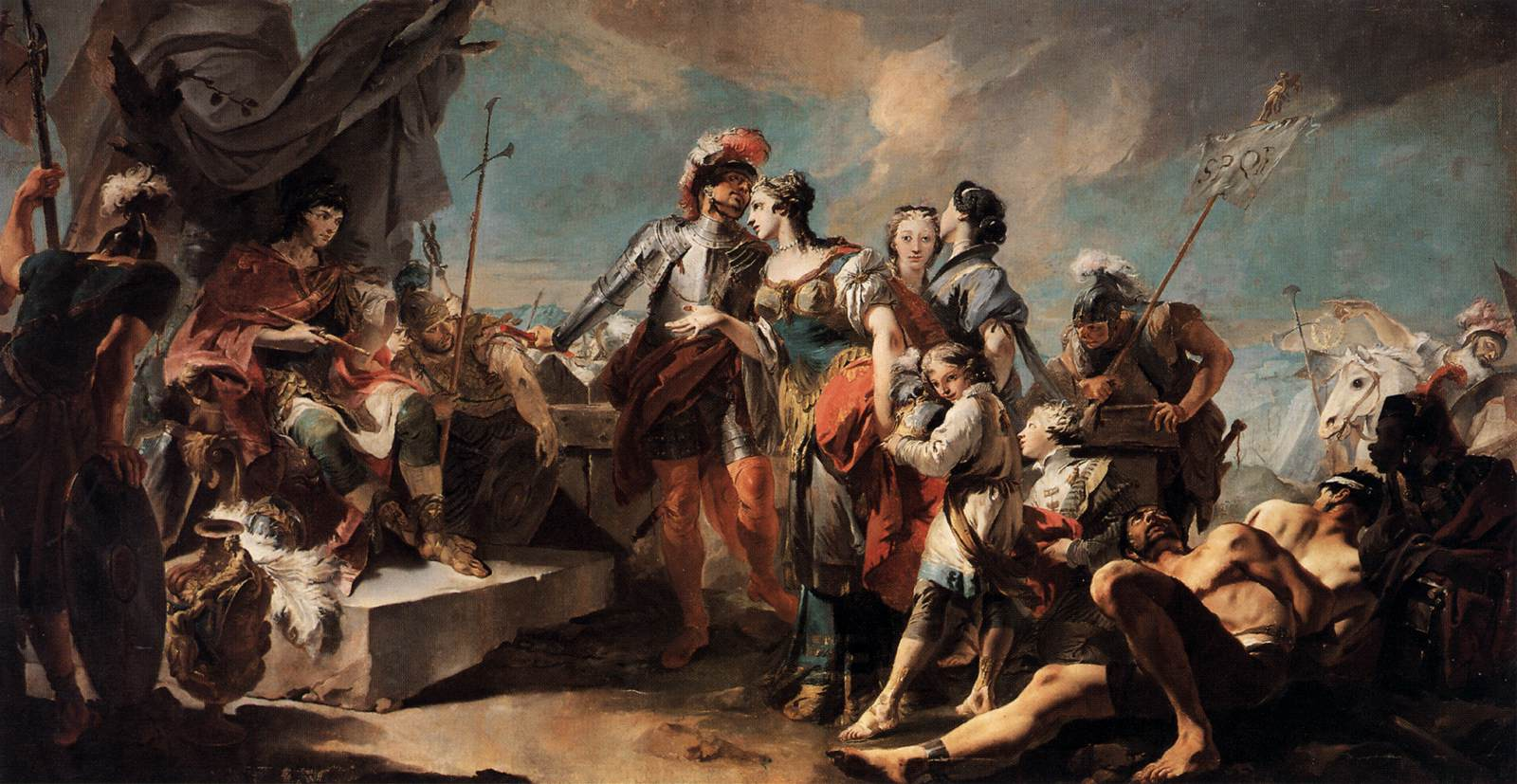
Bức tranh của Giovanni Battista Tiepolo, Aurelianus ca khúc khải hoàn, 1717, Museo del Prado.

Năm 269, quân đội của Zenobia và đại tướng Zabdas đã dốc sức tiến chiếm Ai Cập với sự giúp đỡ từ đồng minh Ai Cập của họ là Timagenes. Viên thái thú Ai Cập thuộc La Mã là Tenagino Probus và quân của ông ta đã cố gắng đánh đuổi họ ra khỏi Ai Cập, nhưng thất bại sau đó ông ta còn bị quân lính của Zenobia bắt sống và chém đầu, rồi bà tự phong cho mình là Nữ hoàng Ai Cập. Sau những cuộc cướp phá ban đầu, Zenobia được binh sĩ xưng tụng như một "Nữ hoàng Chiến binh". Trong việc chỉ huy quân đội của mình, bà đã tỏ ra can đảm và thể hiện khí phách của một nữ anh hùng như khả năng cưỡi ngựa chiến lâm trận và đi bộ từ ba đến bốn dặm với những người lính bộ binh.
Zenobia cùng với đại quân của mình đã mở cuộc viễn chinh và chinh phục Anatolia đến tận Ancyra hoặc Ankara và Chalcedon, tiếp theo là Syria, Palestine và Liban. Với một đế chế tồn tại trong thời gian ngắn của mình, Zenobia đã nắm quyền kiểm soát các tuyến đường thương mại quan trọng ở khu vực này từ tay La Mã. Hoàng đế La Mã Aurelianus lúc này đang bận rộn chinh phạt với Đế quốc Gallia, nên tạm thời công nhận uy quyền của Zenobia và Vaballathus, về sau mối quan hệ này bắt đầu bị phá vỡ khi Aurelianus chuẩn bị một chiến dịch quân sự để thống nhất đế chế La Mã vào năm 272-273. Aurelianus dẫn đại quân của ông rời khỏi Đế quốc Gallia và tiến về phía Syria, Zenobia nghe được tin báo cũng mang binh tới chống cự. Quân đội hai bên gặp nhau và giao chiến gần Antioch. Sau khi bị giáng một đòn thua liểng xiểng, tàn quân Palmyra đã nhanh chóng rút về Antioch và sau đó là Emesa.

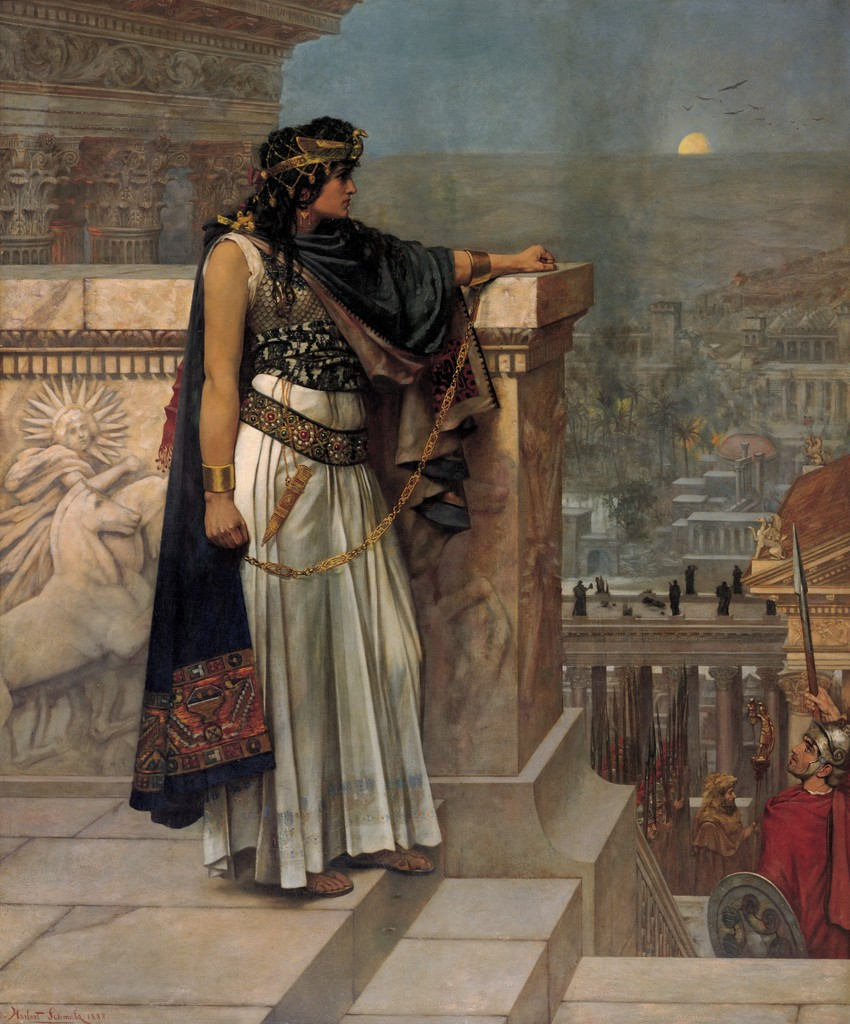
Nữ hoàng Zenobia đứng nhìn Palmyra lần cuối,
tranh của Herbert Gustave Schmalz. Lần đầu trong triển lãm, Phòng tranh phía Nam Úc, Adelaide.

Zenobia không thể di dời số kho tàng của mình tại Emesa trước khi Aurelianus tiến quân vào thành công và bao vây thành phố. Cả hai mẹ con bà đều thoát khỏi Emesa bằng lạc đà với sự giúp đỡ từ người Sassanid, nhưng chẳng mấy chốc họ đã bị kỵ binh của Aurelianus bắt trên sông Euphrates. Vương quốc Ai Cập và Đế chế Palmyra tại trong thời gian ngắn đã chính thức cáo chung. Những binh lính Palmyra còn lại bị bắt sống mà từ chối đầu hàng đều bị Aurelianus ra lệnh xử tử. Trong số những người bị xử tử gồm có cố vấn trưởng của Zenobia và nhà triết học Hy Lạp Cassius Longinus.

### Thất bại và kết cục
Zenobia và Vaballathus đã bị Aurelianus bắt làm con tin đến Roma. Vaballathus được cho là đã chết trên đường đến Roma. Năm 274, Zenobia theo như sử sách ghi chép đã xuất hiện với bộ dây chuyền bằng vàng trong cuộc diễu hành quân sự mừng chiến thắng của Aurelianus tại Roma, trước sự hiện diện của nguyên lão nghị viên Marcellus Petrus Nutenus. Nhiều nguồn sử liệu đã tranh cãi về số phận của Zenobia: Một số tài liệu còn cho rằng bà đã mất sớm sau khi đến Roma, có thể do lâm trọng bệnh, tuyệt thực hoặc bị xử trảm. Tuy vậy có chuyện kể lại với cái kết hạnh phúc nhất về Aurelianus, ấn tượng bởi vẻ đẹp và phẩm giá của bà và tỏ ý muốn khoan dung, bèn tha bổng Zenobia và cấp cho bà một biệt thự sang trọng ở Tibur (nay là Tivoli, Ý).
Sử liệu kể rằng từ sau khi được hoàng đế tha mạng sống, Zenobia được chu cấp tiền bạc đủ để sống trong cảnh phú quý giàu sang và sớm trở thành một nhà triết học nổi tiếng, giao thiệp rộng và được thiên hạ gọi là mệnh phụ La Mã. Bà được cho là đã kết hôn với một thống đốc và nguyên lão nghị viên La Mã không rõ tên, dù có lý do để nghĩ rằng người đó có thể là Marcellus Petrus Nutenus. Họ có với nhau một vài đứa con gái không rõ tên, nhưng cũng có tài liệu khác nói rằng bà được gả cho một gia đình quý tộc La Mã. Thậm chí Zenobia còn có đám con cháu tiếp tục sống vào thế kỷ 4 và 5, một trong số đó có viên Giám mục Zenobius xứ Florence sống vào thế kỷ 5.

## Ảnh hưởng văn hóa

### Ca kịch
- Zenobia (1694) bởi Tomaso Albinoni
- Zenobia ở Palmira (1789) của Pasquale Anfossi
- Zenobia ở Palmira (1790) của Giovanni Paisiello
- Aureliano ở Palmira (1813) của Gioachino Rossini
- Zenobia (2007) bởi Mansour Rahbani

### Văn học
- Chaucer kể một câu chuyện súc tích về cuộc đời của Zenobia từ một loạt bi kịch trong The Monk's Tale (Truyện ông tu sĩ).
- La gran Cenobia (1625) của Pedro Calderón de la Barca
- The Living Wood (1947) của Louis de Wohl chứa nhiều tài liệu tham khảo về Zenobia
- The Queen of the East (1956) của Alexander Baron
- Beloved (1986) của Bertrice Small
- Haley Elizabeth Garwood
- The Chronicle of Zenobia: the Rebel Queen (2006) của Judith Weingarten
- The Book of the City of Ladies của Christine de Pisan
- Zenobia - Birth of a Legend (2011) của Russ Wallace www.geodepress.com Lưu trữ ngày 11 tháng 8 năm 2013 tại Wayback Machine
- Souviens-toi de Palmyre (2003) của Myriam Antaki

### Điêu khắc
- Zenobia, Nữ hoàng Palmyra (1857) của Harriet Hosmer, Viện Nghệ thuật Chicago
- Zenobia bị xiềng xích (1859) của Harriet Hosmer, Viện Nghệ thuật Chicago

### Truyền thông
- Một chương trình truyền hình được gọi là Al-ababid do Đài Truyền hình Syria khởi quay kể về cuộc đời và cái chết của Zenobia trong việc bành trướng đế chế của mình. Chương trình đã và vẫn là một trong những tác phẩm lớn nhất của thể loại phim truyền hình Syria và có những diễn viên xuất sắc nhất từng xuất hiện trên kênh truyền hình Syria.
- Trong bộ phim hoạt hình đầu thập niên 1970 Vòng quanh thế giới trong 80 ngày, trong tập 10, hồn ma của Zenobia được mô tả kiểu như đội chiếc mũ sắt màu vàng và áo choàng lụa màu tím, cưỡi con lạc đà trắng.
- Trong bộ phim Người Amazon và các Đấu Sĩ (2002), nữ chiến binh gợi cảm Xena trong lịch sử, vừa có đặc điểm của một Zenobia hơi hư cấu; theo đó bà không phải là Nữ hoàng xứ Palmyra ở Syria vào thế kỷ 3, mà là một vị vua của người Amazon vào thế kỷ 1 trước Công nguyên, mang tước vị 'công chúa', người đã che chở cho các nữ hiệp sau khi trốn thoát từ những ông chủ La Mã của họ. Rồi sau Bà lãnh đạo họ chiến đấu chống lại một viên chỉ huy La Mã độc ác và tàn nhẫn, Marcus Crassius (được cho là giống với nhân vật có thực trong lịch sử Marcus Licinius Crassus) - trong trận Greyhaven và là một trong hai người bị giết trong trận chiến hoặc bị bắt và bị quân La Mã xử trảm vì tội mưu phản.

### Nhân vật có tên Zenobia
Zenobia đã trở thành tên gọi phổ biến cho các nhân vật nữ quyền quý và ngoại lai trong nhiều tác phẩm khác, bao gồm The Blithedale Romance của Nathaniel Hawthorne, Joy in the Morning của P.G. Wodehouse, Rites of Passage của William Golding, Stranger in a Strange Land của Heinlein, Zenobia của nhà văn siêu hiện thực Gellu Naum và loạt truyện Conan của Robert E. Howard, "Fletcher and Zenobia" của Edward Gorey và Zenobia/Zeena trong cuốn tiểu thuyết Ethan Frome của Edith Wharton.
Trong Deathtrap của Ira Levin, nhân vật chính Sidney Bruhl đã đặt tên cho máy đánh chữ mà ông viết vở kịch kinh dị của mình là "Zenobia". Trong bộ game cổ điển Dungeons and Dragons module B4: The Lost City, cái tên Zenobia được đặt cho một nữ hoàng lịch sử.
Bà còn là một yêu tinh Valkyrie trong loạt truyện tranh Ragnarok và là tên của một con tàu chở khách trong trò chơi điện tử Resident Evil: Revelations. Đóng vai trò như là bối cảnh chính yếu của tựa game. Zenobia cũng là tên của lục địa chính của loạt game Ogre Battle và một trong những kẻ thù "Bất tử" của Cie'th trong Final Fantasy XIII.